# Sarud
Sarud község Heves vármegye Füzesabonyi járásában.

## Fekvése
A vármegye déli részén fekszik, közvetlenül a Tisza, illetve a Tisza-tó jobb (északnyugati) partján.
A szomszédos települések: észak felől Újlőrincfalva, délnyugat felől Tiszanána, nyugat felől pedig Kömlő; északnyugat felől Besenyőtelekhez tartozó külterületekkel határos.

### Megközelítése
A tiszai, vízi megközelítési lehetőségeket leszámítva csak közúton érhető el, Poroszló-Újlőrincfalva vagy Tiszanána érintésével, a 3213-as úton.
Vasútvonal nem érinti, a legközelebbi vasúti csatlakozási lehetőséget a Debrecen–Füzesabony-vasútvonal Poroszló vasútállomása kínálja, néhány kilométerre északra.

## Nevének eredete
Nevében valószínűleg Sarolt(u) fejedelemasszony neve rejlik.

## Története
A falu a tatárjárás alatt elpusztult, nevét ezért írásban először csak 1261-ből IV. Béla király oklevelében egyház utótaggal mint nemesi birtokot lehet fellelni.
.
A 13. században a Tomaj nemzetség birtoka volt. 1327-ben Károly Róbert király mint lakatlan királyi birtokot adta cserébe az egri püspökségnek a tőle északkeletre fekvő Hídvég (ma Pusztahídvég) vámjával együtt.
Az 1332–1337. évi pápai tizedjegyzékben Sorwld és Sorousd néven említették, később pedig Saruldegyháza néven fordult elő, 1494-ben pedig az egri püspökség számadókönyveiben Sarwd néven volt felvéve.
Az 1549. évi adóösszeírásban már Sarudh néven szerepelt, s ekkor az egri püspök földesúri hatósága alá tartozott.
Még abban az évben a törökök kirabolták. 1552-ben elpusztult, 1553–54-ben pedig már újra felépült.
Az 1564. évi adóösszeírásban már 11 portát írtak össze itt.
Az 1577. évi úrbéri összeírás szerint 18 egész és 10 féltelkes lakosa volt. Sarud ekkor az egri vár részére szolgáltatta be (kilencedik) tizedét és azon felül még 25 boglya szénát is. Ekkor már a török hódoltsághoz tartozott, és a török földesúr részére 220 forintot fizetett, ezen felül még császárpénz és egyéb illetmények címén még 24 forintot fizetett a töröknek.
1612-ben teljesen elpusztult.
1690 után, a török kiűzése utáni időkben Tiszanánáról betelepült családok népesítették újra.
1693-ban Batik György, Galambos Ferenc és a Péntek család birtoka volt.
1741-ben az egri püspökség földesúri hatósága alá tartozott.
1804-ben a szatmári püspökség felállításával a szatmári püspök birtokába került, akinek 1848-ig volt itt földesúri joga. A szatmári püspökségé volt még az 1900-as évek elején is.
Sarud a 20. század elején az 1950-es megyerendezésig a vármegye Tiszafüredi járásához tartozott.
Egykor Sarudtól északkeletre feküdt az oklevelekben 1327-ben említett Hídvég(e) is.

### Hídvég
Hídvég(e), akkori írással Hydwege, Hídvégi „új lak” nevét 1327-ben említette egy oklevél. Károly Róbert király a Báb erén (Báb ér) létesített útvámmal együtt ekkor adta az egri püspökségnek. Útvámját ekkor így határozta meg: „minden mázsaszekeret húzó ló után 1 den, minden más megterhelt szekér után 4 den, minden sót szállító szekér után 1 só vagy 2 den vám fizetendő”. Kikötötte továbbá, hogy a püspök itt, a Báb-ere patakon, Hídvégen mindig megfelelő hidat tartozik fenntartani.
Hídvéget 1346-ban ugyancsak említették az oklevelekben mint Poroszlóval határos püspöki birtokot.

## Közélete

### Polgármesterei
- 1990–1994: Ifj. Kiss István (független)[3]
- 1994–1998: Kiss István (MSZP–KDNP)[4]
- 1998–2002: Kiss István (független)[5]
- 2002–2006: Kiss István (független)[6]
- 2006–2010: Sebestyén Attila (független)[7]
- 2010–2014: Dr. Petrovits János (független)[8]
- 2014–2019: Tilcsik István (független)[9]
- 2019–2024: Tilcsik István (Fidesz-KDNP)[10]
- 2024– : Gyöngy Beáta (független)[1]

## Népesség
A település népességének változása:
| Lakosok száma | 1198 | 1202 | 1184 | 1089 | 996  | 1010 | 967  |
|               | 2013 | 2014 | 2015 | 2021 | 2022 | 2023 | 2024 |

2001-ben a település lakosságának 88%-a magyar, 12%-a cigány nemzetiségűnek vallotta magát.
A 2011-es népszámlálás során a lakosok 82%-a magyarnak, 15,6% cigánynak, 0,9% németnek mondta magát (16,6% nem nyilatkozott; a kettős identitások miatt a végösszeg nagyobb lehet 100%-nál). A vallási megoszlás a következő volt: római katolikus 41%, református 3,5%, evangélikus 0,2%, felekezeten kívüli 14,2% (36,5% nem nyilatkozott).
2022-ben a lakosság 83,6%-a vallotta magát magyarnak, 12% cigánynak, 0,9% németnek, 0,1% szlováknak, 2,1% egyéb, nem hazai nemzetiségűnek (15,8% nem nyilatkozott; a kettős identitások miatt a végösszeg nagyobb lehet 100%-nál). Vallásuk szerint 32,1% volt római katolikus, 1,8% református, 0,2% evangélikus, 0,2% izraelita, 0,1% görög katolikus, 2% egyéb keresztény, 1,3% egyéb katolikus, 19% felekezeten kívüli (43,1% nem válaszolt).

## Látnivalók
- Szentháromság tiszteletére felszentelt római katolikus templom
- Tisza-tavi Mini Zoo
- Kalandpart, Közép-Európa legnagyobb Aquaglide vízijátszótere
- Tájház
- Tisza-tavi Horgászmúzeum és Motorcsónak Gyűjtemény
- Huculudvar Lovasközpont
- Tündérrózsa Hajókikötő
- Trambulinpart
- Thai Masszázs Sziget Magyarország egyetlen falusi thai masszázs szalonja.
- Nepomuki Szent János tiszteletére 1790-ben állított szobor.
- Szent Vendel 1933-ban állított szobra.

## Ismert szülöttjei
- Reisinger Ferenc (1880–1955/1964) politikus
- Mednyánszky Rudolf (1929–2016) labdarúgó

## Rendezvények
- Farsangi bál (február)
- Bibliai étkek fesztiválja (pünkösdkor)
- Sarudi Majális (Május 1.)
- Zenés társalgó est (egész nyáron, azokon a szombatokon, amikor nincsen más rendezvény)
- Motoros ügyességi verseny (június közepe)
- Péter-Pál napi aratófesztivál (a Péter-Pál naphoz legközelebb eső szombaton)
- Sarudi lakodalmas (augusztusban)
- Motorcsónak gyorsulási verseny (augusztus 20.)
- Traktoros ügyességi verseny (július–augusztus)
- Sarudi disznótoros (október vége–november eleje)
- Katalin bál (a Katalin-naphoz legközelebb eső szombaton)

## Testvértelepülések
- Maksa, Románia
- Tusnádfürdő, Románia